# Gambusia luma
Gambusia luma es un pez de la familia de los pecílidos en el orden de los ciprinodontiformes.

## Morfología
Los machos pueden alcanzar los 4,2 cm de longitud total.

## Distribución geográfica
Se encuentran en Centroamérica: Guatemala y Honduras.